# Chamelea
Genre
Chamelea est un genre de mollusques bivalves de la famille des Veneridae.

## Historique et dénomination
Le genre Chamelea a été décrit par le malacologiste suédois Otto Andreas Lowson Mørch en 1853.

### Synonymie
- Hermione Leach  1852
- Ortygia T. Brown, 1827
- Plurigens Finlay, 1930

### Nom vernaculaire
Ces mollusques sont appelés vénus.

## Liste des espèces
Selon World Register of Marine Species (1 juin 2016) :
- Chamelea gallina (Linnaeus, 1758)
- Chamelea radiata (Brocchi, 1814) † espèce éteinte
- Chamelea striatula (da Costa, 1778)